# 奥克兰 (佛罗里达州)
奥克兰（英語：Oakland），是美国佛罗里达州橙縣下属的一座城镇。建立于1887年。面积约为4.2平方公里（约合1.6平方英里）。根据2010年美国人口普查，该市有人口943人。论人口在本州排行第331。